# Adam de Coster
Adam de Coster (Mechelen, ca. 1586 – Antwerpen, 1643) was een Vlaamse barokschilder bekend voor zinljn genre schilderijen met clair-obscur effecten.
Hoewel in Mechelen geboren, is hij in 1607-08 vermeld als meester van de Antwerpse Sint-Lucasgilde. Het gebruik van clair-obscur in zijn vroege werken en zijn menselijke figuren die verlicht zijn door kaarslicht laten vermoeden dat hij naar Italië reisde en daar het caravaggisme ontdekte. Zijn doeken vertonen een zekere affiniteit met die van Georges de La Tour en andere Franse variaties van de stijl. Directer waren de invloeden van Gerard van Honthorst en Antonio Campi.
In Anthony van Dycks Iconografie van 1626 staat Adam de Coster vermeld als Pictor Noctium (nachtschilder).

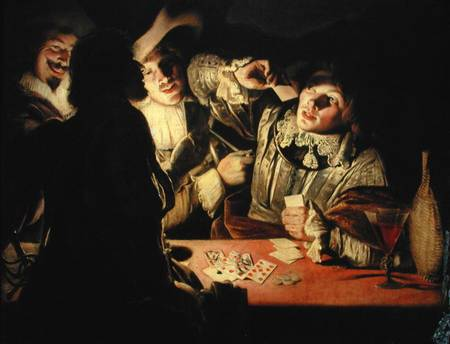
Kaartspelers (1620)

- Biblioteca Nacional de España: XX1573274
- Biografisch Portaal: 12873440
- Gemeinsame Normdatei: 1019725354
- International Standard Name Identifier: 0000 0000 8161 7408
- KulturNav: 65f60727-c5b6-468f-bb8a-d85b8a4b1ff3
- RKD-Nederlands Instituut voor Kunstgeschiedenis: 18620
- Système universitaire de documentation: 20465307X
- Union List of Artist Names: 500031138
- Virtual International Authority File: 87295792
- WorldCat: E39PCjD73w8Rdcq7CYw9HF6KcX